# ГалоПолимер
АО «ГалоПолимер» — российская холдинговая компания, объединяет предприятия химического профиля. Крупнейший в России производитель хладонов, фторопластов, фторкаучука, хлористого кальция. 4-й в мире производитель фторполимеров (9% мирового рынка). 
Штаб-квартира расположена в Москве.

## Собственники и руководство
Уставной капитал — 500 000 рублей — разделён на 500 тысяч акций номинальной стоимостью в 1 рубль.
Генеральным директором компании является Гневнов Артём Геннадьевич.

## Структура
- ГалоПолимер Кирово-Чепецк (ранее ООО «Завод полимеров КЧХК»)
- ГалоПолимер Пермь (ранее ОАО «Галоген»)

## История
ОАО «ГалоПолимер» было зарегистрировано 4 мая 2008 года. Компания объединила два химических предприятия: Завод полимеров КЧХК (Кирово-Чепецк) и «Галоген» (Пермь), а также их дочерние структуры. Название «ГалоПолимер» образовано из названий двух основных предприятий холдинга.

## Деятельность и финансовые показатели
В 2008 году на предприятиях холдинга произведено более 7 тысяч тонн фторполимеров, более 10 тысяч тонн хладонов, более 286 тысяч тонн продукции неорганической химии. Входящий в холдинг ЗП КЧХК — единственный в России производитель специальных марок фторкаучуков, фторопластовых суспензий, фторированных жидкостей и смазок.
Активы компании (на 31 декабря 2009 года) оцениваются в 6,17 млрд рублей. В том числе компания владеет 100% акций ГалоПолимер Кирово-Чепецк и 99,8% акций ГалоПолимер Пермь.